# Farvecirkel
Johannes Ittens farvecirkel er en model, der viser de rene farver og deres kontrastfarver.
I midten ses de tre primærfarver magenta, gul og cyan.
Uden om dem ses de tre sekundærfarver grøn, orange og violet.
I den yderste cirkel ses primær-, sekundær- og tertiærfarver .
Farvecirklen bruges ved, at man finder en farve på den yderste cirkel. Den farve, der i den yderste cirkel står overfor, er kontrastfarven.
Eksempelvis har farven gul kontrastfarven violet. Dette kaldes også komplementærfarven. Komplementærfarver er de diametralt modsatte farver af hinanden, f.eks. gul og violet.
Isaac Newtons farvecirkel viser spektralfarverne, som han opdagede, da han spaltede hvidt lys ved hjælp af et prisme.

## Eksempler på farvecirkler
- Diskret farvecirkel med det subtraktive CMYK (cyan, magenta, gul farverne) farvesystem.
- Diskret farvecirkel med det additive RGB (rødt, grønt, og blåt lys) farvesystem.
- Johannes Ittens farvecirkel (1961)